# Asphalt 9: Legends
Asphalt Legends Unite (раніше Asphalt 9: Legends (укр. Асфальт 9: Легенди)) — автосимулятор, перегони для смартфонів і ПК. Гра розроблена компанією Gameloft Barcelona та видана Gameloft.

## Ігровий процес
Одна з найпопулярніших франшиз про перегони на мобільних пристроях «Asphalt» отримала продовження. Французький видавець Gameloft випустив дев'яту частину легендарних аркадних автосимуляторів. Нова частина гри має назву "Легенди".
Asphalt 9: Legends отримав графіку консольного рівня, HDR-ефекти, і повністю нову фізику. Також гра отримала новий режим управління Touch Drive. Фізика гри побудована на рушії Bullet.

### деякі особливості Asphalt Legends Unite
- 227 автомобілів;
- 130 трас;
- Мультиплеєр до 8 гравців;
- Кастомізація авто - фарбування кузова, дисків, гальмівних колодок, деталі кузова;

## Локації
- Сан-Франциско
- Шотландія
- Гімалаї
- Рим
- Шанхай
- Каїр
- Середній Захід
- Кариби
- Осака
- Невада
- Буенос-Айрес
- Нью-Йорк
- Ґренландія
- Париж
- Тоскана
- Норвегія